# Dinocephaloides
Dinocephaloides – rodzaj chrząszczy z rodziny kózkowatych i podrodziny zgrzypikowych. 

## Zasięg występowania
Przedstawiciele tego rodzaju występują w Afryce w Demokratycznej Republice Konga oraz w Tanzanii.

## Systematyka
Do Dinocephaloides należą 2 gatunki:
- Dinocephaloides ochreomaculatus
- Dinocephaloides variemaculatus